# شارلي إكس سي إكس
تشارلوت إيما إيتشيسون (Charlotte Emma Aitchison) من مواليد 2 أغسطس 1992، معروفة باسمها الفني شارلي إكس سي إكس (Charli XCX)، هي مغنية وكاتبة أغاني بريطانية. أصدرت إلى حد الآن 3 ألبومات منذ 2008.

## ديسكغرفي
- 14 - في 2008
- True Romance - في 2013
- Sucker - في 2014
- NUMBER 1 ANGEL - في 2017

## روابط خارجية
- شارلي إكس سي إكس على موقع IMDb (الإنجليزية)
- شارلي إكس سي إكس على موقع ميتاكريتيك (الإنجليزية)
- شارلي إكس سي إكس على موقع روتن توميتوز (الإنجليزية)
- شارلي إكس سي إكس على موقع ألو سيني (الفرنسية)
- شارلي إكس سي إكس على موقع ميوزك برينز (الإنجليزية)
- شارلي إكس سي إكس على موقع رولينغ ستون (الإنجليزية)
- شارلي إكس سي إكس على موقع أول ميوزيك (الإنجليزية)
- شارلي إكس سي إكس على موقع ديسكوغز (الإنجليزية)
- شارلي إكس سي إكس على موقع قاعدة بيانات الفيلم (الإنجليزية)